# Dovrski beli klifi
Dovrski beli klifi so stene, ki so del angleške obale ob Dovrskih vratih nasproti Francije. Stene so del gričevja North Downs. Klifi segajo do 110 m visoko. Njihov presenetljivi videz je posledica krede s poudarjenimi progami črnega kremena. Raztezajo se vzdolž obale na dolžini 13 km vzhodno in zahodno od mesta Dover v  grofiji Kent, starodavnem in še vedno pomembnem angleškem pristanišču.
Klifi imajo veliko simbolno vrednost za Veliko Britanijo, saj so nasproti celinske Evrope na najožjem delu Rokavskega preliva, od koder so v preteklosti pogosto grozili vdori in klifi so bili simbolni stražarji. Državni sklad imenuje klife "ikona Britanije" z "belim krednim obrazom simbol doma in obrambe vojnega časa". Ker je bilo prečkanje pri Dovru glavna pot na celino pred letali, je bila bela črta klifov tudi prvi ali zadnji pogled na Veliko Britanijo za potnike. V drugi svetovni vojni so tisoči zavezniških vojakov na majhnih ladjah v operaciji Dinamo doživeli prijeten pogled od pečine. 

## Lega
Klifi so vzdolž obale Anglije med približno 51°06′N 1°14′E / 51.100°N 1.233°E in 51°12′N 1°24′E / 51.200°N 1.400°E.
Beli klifi so del gričevja Kent Downs in razglašeni za območje izredne naravne lepote (Area of Outstanding Natural Beauty).
Poleti leta 1940 so se novinarji zbrali na Shakespearjevem klifu in gledali zračne spopade med nemškimi in britanskimi letali v bitki za Britanijo. [6] Tu se Velika Britanija najbolj približa celinski Evropi. Če je jasen dan, so klifi dobro vidni s francoske obale.
Leta 1999 je Državni sklad na območju zgradil center za obiskovalce. Vhodno zgradbo so zasnovali arhitekti van Heyningen and Haward, v informacijskem centru z restavracijo je Državni sklad, prikazane so podrobnosti o lokalni arheologiji, zgodovini in pokrajini. 

## Geologija
Klifi so bili oblikovani ob istem času kot Dovrska vrata, v ledenodobni poplavi.
Klifi so večinoma iz mehke bele krede z zelo fino zrnato teksturo, sestavljeno predvsem iz kokolitov, ploščic kalcijevega karbonata, ki so jih oblikovale kokolitofore, enocelične planktonske alge, katerih okostja so se potopila na dno oceana v kredi in skupaj z ostanki bitij, ki so živela na dnu, oblikovala sedimente. Kremen in kvarc najdemo tudi v kredi.  Podobni beli klifi so tudi na danskih otokih Møn in Langeland ter otoku Rügen v Nemčiji. Kredni klifi na Alabastrni obali Normandije v Franciji so del istega geološkega sistema kot ti v Dovru. Leta 2005 so v anketi Radio Times klife razglasili za tretje največje naravno čudo v Veliki Britaniji.
Čelo klifov se zaradi vremenskih vplivov umika s povprečno hitrostjo 1 cm na leto, čeprav se občasno lomijo tudi veliki kosi. To se je zgodilo leta 2001, ko je padel v preliv kos, velik kot nogometno igrišče.  Nadaljnji velik del je razpadel 15. marca 2012.  Obiskovalci morajo zato ostati daleč od roba pečine.

## Ekologija
V pečinah gnezdijo različne ptice, kot sta ledni viharnik (Fulmarus glacialis) in kolonija triprstih galebov (Rissa tridactyla).